# 湊雅史
湊 雅史（みなと まさふみ、1966年3月20日 - ）は、日本のドラマー。DEAD ENDの旧メンバーで、DEAD END時代はバンド内での慣例に従い Minato 名義で活動していた。東京都で生まれ、13歳から札幌へ移る。血液型はO型。父親はジャズピアニストの湊孝夫。

## 来歴
- 幼少より、ピアノ・トランペット・フルートなどの様々な楽器に親しみ、14歳からドラムを始める。
- 以後は、それまで培ってきた音楽センスでドラマーとしての腕を着実に伸ばしていき、高校生の頃には札幌での活動を展開していき、17歳の時にSABER TIGERに加入。その後、プログレッシブハードロックバンドの『RED』を結成し数年活動するが脱退、上京する。
- 上京後、21歳の時に『DEAD END』（アミューズ所属）のオーディションを受け、同バンドに加入。メジャーデビューを果たす（後の話では、オーディションには合格したが、当時あまり乗り気では無かった）。シンバル類の縦横なさばき方と独特のメカニカルかつ尖ったスタイルでバンドの主軸を形成する。
- 1990年1月20日のライヴを最後にDEAD ENDから脱退（これをきっかけとしてバンドは活動休止、同年11月には解散する）。同年2月より山羊智詞&赤羽楽団にオリジナルメンバーとして参加.。その後も、数々のバンドのドラマーとして、スタジオ・ミュージシャンとして活動。フリージャズのセッション歴も豊富で石渡明廣、早川岳晴、林栄一といった人々とも数多く共演している。

## 音楽活動
- 過去に松山千春、吉川晃司、福山雅治、TAKUYA、TETSU69、Ken、氷室京介、TRF、沢田研二などのレコーディングやライブのサポートを務める。
- 1994年、日比谷野外音楽堂にて行われた忌野清志郎と仲井戸麗市の「グラッド・オール・オーバー」に参加。
- 2001年、RED WARRIORSのアルバム『RE:WORKS』に全曲参加。ツアーサポートも務める。福山雅治の「玉子的大決起集会ツアー」に参加。メンバー紹介では「湊マサシ！」と紹介され、また福山雅治のアルバムに参加した時には「minato masashi」とクレジットされている。
- 2005年、奥田民生のアルバム「comp」に参加。小原礼、斎藤有太とともにバンドメンバーとして「okuda tamio TOUR "MTR&Y 05"」ツアーに参加。
- 2006年、元DEAD ENDのMORRIE率いるCreature Creatureのアルバムに2曲参加。このアルバムには元DEAD ENDのCRAZY COOL JOE、足立祐二も参加している。
奥田民生の「okuda tamio Cheap Trip 2006」ツアーに参加。
- 2007年、奥田民生のアルバム「FANTASTIC OT9」レコーディングに参加（アルバム発売は2008年1月）。
- 2008年、奥田民生のツアー「okuda tamio FANTASTIC TOUR 08」「okuda tamio FANTASTIC TOUR "AGAIN" 08」に参加。
- 2009年、DEAD ENDの再結成アルバム『METAMORPHOSIS』に全曲参加。
- 2010年、奥田民生のツアー「OKUDA TAMIO JAPAN TOUR MTR&Y 2010」に参加。
- 2016年、吉川晃司のツアー「KIKKAWA KOJI Live 2016 “Wild Lips” Tour」に参加。
- 2017年、吉川晃司のツアー「KIKKAWA KOJI LIVE 2017 “Live is Life”」に参加。
- 2018年、吉川晃司のツアー「KIKKAWA KOJI LIVE 2018 “Live is Life”」に参加。
- 2019年、吉川晃司のツアー「KIKKAWA KOJI 35th Anniversary Live Tour」に参加。
- 2021年、吉川晃司のツアー「KIKKAWA KOJI LIVE TOUR 2021〜BELLING CAT」に参加。

## ドラムスタイル
- DEAD ENDの頃のドラムスタイルが取り上げられがちだが、20代後半にフォームを大きく改造（本人談）、“無駄な力を極力抑え、フルパワー時には腕をムチのようにしなやかに振り下ろす”というものへ変化している。
- 『SABER TIGER』や『RED』の頃に現在のセッティングの原型（ハイチューニングのスネアや、大口径のバスドラム、タム1点、フロアタム1〜2点、クラッシュシンバル1〜2点、スプラッシュシンバル、大口径のライドシンバル）を確立。現在はこれらからスプラッシュシンバルを取り除いたものがメインとなっているが、2008年の奥田民生のツアーではティンパニーが2台組み込まれた。
- 演奏ごとに閃きで演奏するため、同一曲でも即興を交えてドラムパターンを変奏することが多い。

## 所属バンド変遷
SABER TIGER → T.N.T→ RED → DEAD END → RAEL → 60/40 → Optical*8 → FORE → 13oz → A（アー）

## その他の参加バンド
- Bamboo Shuffle
- Bon Temps Roule
- サドルレス
- 四気筒
- Uncle Meat
- Washing Machine
- MAD-KAB at AshGate
- 片山広明とハッピーアワー
- 奥田民生バンド「MTR&Y」
- 吉川晃司
- 夢野カブ
- カブ主総会
- THREE & ONLY
- DOGON
- FORCE
- GHOST NOTE